# Rafael Fera
Rafael Bento Pereira, mais conhecido como Rafael Fera (Ariquemes, 06 de fevereiro de 1990), é um empresário e político brasileiro filiado ao Podemos (PODE).

## Deputado federal

### Candidatura à deputado federal
Nas eleições estaduais de 2022, concorreu a uma vaga de deputado federal pelo Podemos (PODE) à Câmara dos Deputados para a 57.ª legislatura (2023 — 2027), alcançando 24 286 votos e ficando, a princípio, fora da lista de eleitos. Posteriormente, após a recontagem dos votos determinada pela Justiça Eleitoral, assumiu a vaga eleito por média.

### Efetivação como deputado federal após recontagem
Em 31 de julho de 2025, Rafael Fera assumiu o cargo de deputado federal por Rondônia após uma recontagem dos votos das eleições de 2022. A nova totalização foi determinada pelo Tribunal Regional Eleitoral de Rondônia (TRE-RO), seguindo decisão do Tribunal Superior Eleitoral (TSE) e do Supremo Tribunal Federal (STF), que aplicaram regras atualizadas para a distribuição das chamadas "sobras eleitorais". Com a recontagem, o então deputado Lebrão filiado ao União Brasil (UNIÃO) perdeu a vaga, que foi atribuída a Fera.